# 国鉄3000形蒸気機関車

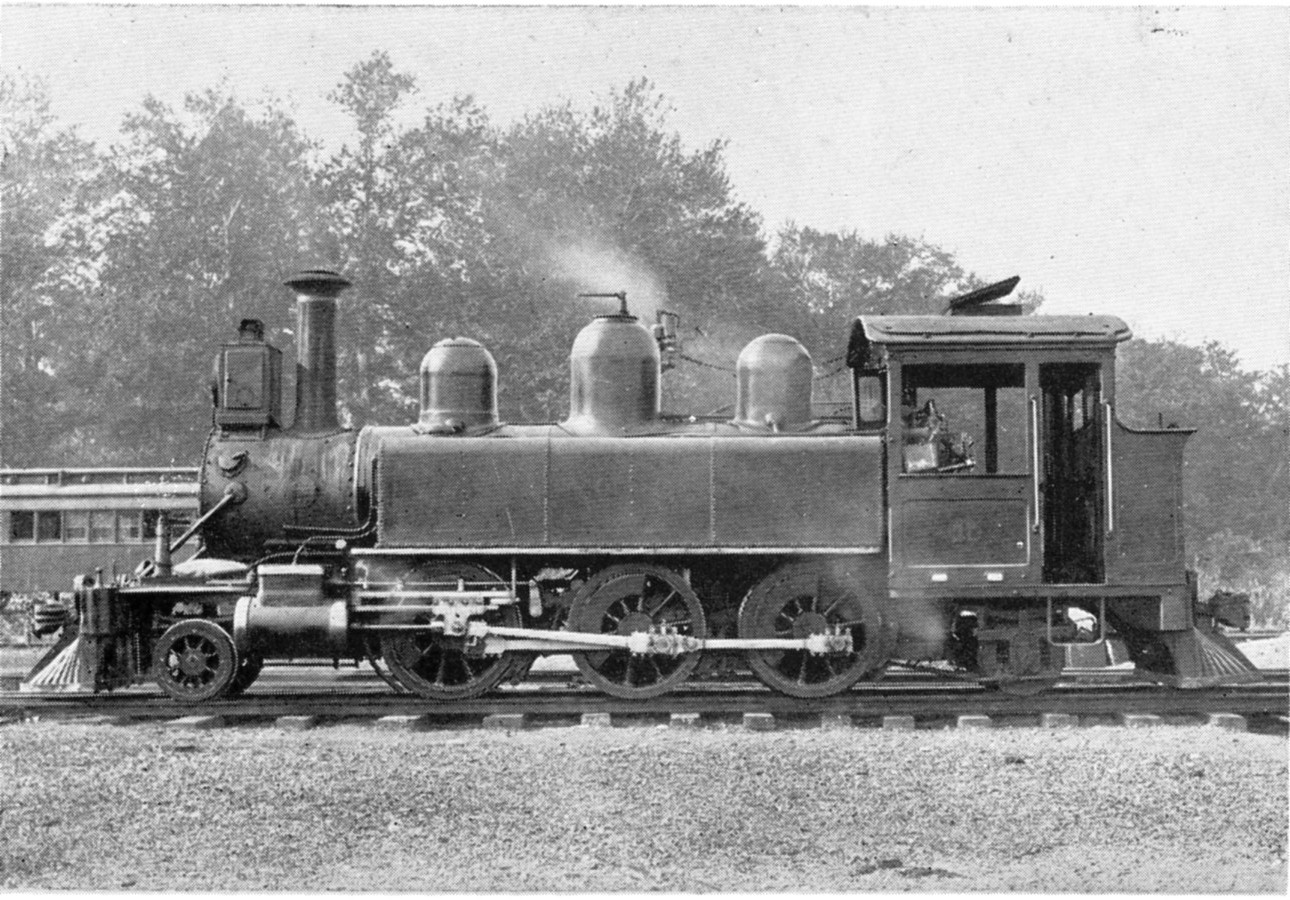
北海道官設鉄道 12（後の鉄道院 3002）

3000形は、かつて日本国有鉄道の前身である鉄道院および樺太庁鉄道に在籍したタンク式蒸気機関車である。

## 概要
元は、北海道庁鉄道部（北海道官設鉄道）がアメリカ合衆国のボールドウィン・ロコモティブ・ワークスから1899年（明治32年）に2両（製造番号16632, 16633）、1900年（明治33年）に1両（製造番号17629）を輸入した車軸配置2-6-2(1C1)単式2気筒の飽和式機関車で、1905年（明治38年）4月1日の北海道官設鉄道の官設鉄道への編入にともなって、官設鉄道籍を得たものである。メーカーでの種別呼称は10-18 1/4D。北海道官設鉄道時代はD2形（9, 8, 12）と称したが、官設鉄道（鉄道作業局）編入後はBb形と称した。1909年（明治42年）の鉄道院の車両称号規程制定にともなって、3000形（3000 - 3002）と改番された。
鉄道院200形に動軸1軸を加えて引き伸ばしたような形態で、典型的なアメリカ古典型である。形式番号が示すように、日本の国有鉄道では最小の2-6-2形蒸気機関車であった。また、1899年製の2両と1900年製の1両では蒸気ドームと砂箱の形状が異なっており、1899年製は3ピース型であるが単純なドーム型、1900年製は3ピース型のくびれのある形状であった。蒸気ドームは第2缶胴上、砂箱は第1・第3缶胴上に設置されていた。
先台車と従台車は、いずれもビッセル式であったが、先台車は内側式、従台車は外側式であった。鉄道院時代と推定されるが、煙室の延長と、煙突のキャップの撤去が行われている。
1910年（大正9年）8月から樺太庁鉄道に貸し出され、建設用として使用されたが、1915年（大正4年）5月に鉄道院籍を抹消され、同年9月には、3両とも正式に樺太庁鉄道に移管された。樺太庁鉄道では、形式番号を変更せず使用した。1925年（大正14年）9月に3001，3002が、1926年（大正15年）12月に3000が民間の樺太鉄道に払下げられたが、1941年（昭和16年）に樺太鉄道を樺太庁鉄道が買収したのにともない、庁鉄籍に復帰した。しかし、1943年（昭和18年）の鉄道省編入時にはすでに処分されており、鉄道省への入籍はされていない。

### 主要諸元
- 全長：9,398mm
- 全高：3,505mm
- 全幅：2,286mm
- 軌間：1,067mm
- 車軸配置：2-6-2(1C1)
- 動輪直径：1,067mm
- 弁装置：スチーブンソン式アメリカ型
- シリンダー（直径×行程）：305mm×457mm
- ボイラー圧力：11.2kg/cm2
- 火格子面積：0.99m2
- 全伝熱面積：44.6m2
  - 煙管蒸発伝熱面積：40.2m2
  - 火室蒸発伝熱面積：4.4m2
- 小煙管（直径×長サ×数）：44.5mm×2,645mm×109本
- 機関車運転整備重量：24.50t
- 機関車動輪上重量（運転整備時）：18.15t
- 機関車動輪軸重（第1・2動輪上）：6.35t
- 水タンク容量：2.66m3
- 燃料積載量：1.07t
- 機関車性能
  - シリンダ引張力：3,790kg
- ブレーキ装置：手ブレーキ、蒸気ブレーキまたは真空ブレーキ